# Genètica del comportament
La genètica del comportament o genètica de la conducta és una disciplina científica que s'encarrega de l'estudi causal de les diferències individuals hereditàries dels éssers vius i com aquestes afecten al seu comportament. Els principis bàsics de la investigació genètica dels trets psicològics és que aquests fenòmens tenen un component biològic determinat, per tant, estan codificats genèticament, i és en el codi genètic de l'espècie on es troben totes les instruccions necessàries pel desenvolupament de les característiques anatòmiques, fisiològiques i conductuals de l'organisme. Per tant, la genètica conductual o genètica de la conducta té com a objectiu definir els fenotips i estudiar la influència genotípica.
Sempre s'ha considerat que l'expressió i la transcripció dels gens determinava el funcionament dels sistemes de neurotransmissió i neuromodulació i, aquests, determinaven el funcionament de la personalitat i els comportaments socials complexos. Avui dia, s'entén que els gens codifiquen determinades proteïnes que mitjançant interaccions amb altres gens i diferents factors ambientals determinen el funcionament dels endofenotips (fenotip intermedi no observable entre l'ADN i el fenotip observable) que, a més, determinen la reacció davant d'una conducta o característica concreta, en definitiva, el genotip no determina com es comporta un organisme, sinó que proporciona un rang de resposta que variarà segons la interacció amb l'ambient.
A finals del segle xix, Sir Francis Galton va ser el primer que va investigar científicament les causes genètiques i ambientals de les diferències individuals en humans, però va ser altament desacreditada en el període de la Segona Guerra Mundial, i va recuperar el protagonisme passada la meitat del segle xx, gràcies a investigacions sobre l'herència de la conducta i malalties mentals, basades en l'estudi de bessons i de famílies.
Els resultats de les investigacions conclouen que gairebé totes les conductes tenen un grau significatiu d'influència genètica i tendeixen a desenvolupar-se a l'edat adulta. Un altre aspecte a tenir en compte és que els comportaments humans en els que s'ha fet més èmfasi d'estudi tenen influència de molts gens diferents, els quals tenen efectes molt petits. Pel que fa les influències ambientals aquestes tenen un paper molt important que tendeix a diferenciar els diferents organismes però no a fer que siguin semblants entre si.

## Història
La història de la genètica de la conducta ha anat evolucionant al llarg dels anys i es va iniciar com a disciplina científica de la mà de F. Galton i, actualment, hi ha bastant consens respecte que la genètica no és l'únic factor que afecta a la conducta de les persones sinó que l'ambient també té un paper molt important.

### Sir Francis Galton (1822-1911)

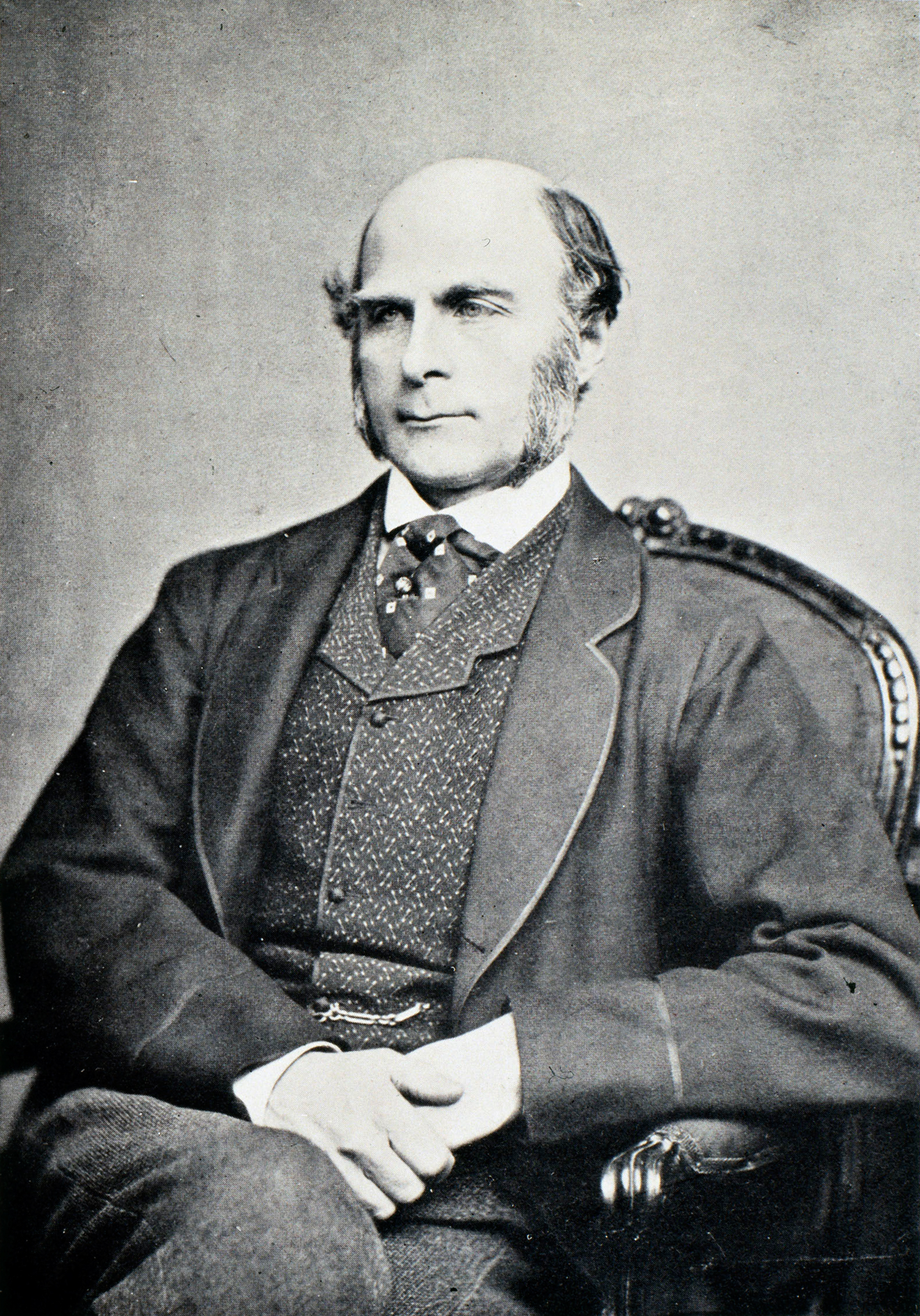
Sir Francis Galton

Nascut a Birmingham el 16 de febrer del 1822, Galton va ser un destacat investigador i psicòleg amb un ampli àmbit d'interessos que va destacar pels seus estudis en l'àmbit de l'eugenèsia, l'heretabilitat i diferències individuals entre d'altres.
Sir Francis Galton es va interessar molt per investigar científicament si les causes ambientals i genètiques influeixen en les diferències individuals dels humans i si els trets estan determinats genèticament. Per fer estudis en aquest camp va introduir qüestionaris i enquestes i, en part, gràcies a la seva importància, es crea la psicologia diferencial com a tal.
Galton defensa si un tret està determinat genèticament, com més propers siguin dos parents, més semblants hauran de ser en aquell tret. Amb aquest pensament, recull les seves teories i experiments al llibre “Hereditary genius: an inquiry into its laws and consequences” i estableix la base dels seus estudis de bessons, adopcions i famílies...
Posteriorment, Ronald Fisher ofereix la primera explicació matemàtica de com les correlacions entre familiars podien ser explicades sobre la base de l'herència mendeliana.

### John L. Fuller (1910-1992)
John L. Fuller va ser un biòleg nord-americà pioner en el camp de la genètica de la conducta que va contribuir a que aquesta disciplina fos reconeguda mundialment com a tal.
Va realitzar diversos experiments amb animals com ara gossos per tal de comprovar si la genètica estava directament implicada en la conducta i si l'ambient tenia alguna influència sobre aquesta. Així doncs, és un dels fundadors de les bases de la genètica de la conducta com a ciència experimental i, juntament amb Thompson, va redactar el llibre “Behaviour genetics” on es recullen totes les seves teories respecte aquest camp d'estudi.

### Theodosius Dobzhansk (1900-1975)
Theodosius Dobzhansky va ser un genetista rus i un dels fundadors de la segona onada de la síntesi evolutiva moderna el qual va estudiar la genètica de poblacions bàsicament utilitzant fonamentalment la mosca de la fruita.
És molt conegut també per la famosa frase “Res té sentit en biologia si no és a la llum de l'evolució”, la qual se'ns ha presentat en assignatures tals com etologia i cal remarcar que va publicar diversos articles sobre genètica en revistes científiques importants del moment.

### Lisabeth DiLalla (1987)
Actualment és professora a l'escola de medicina i la seva investigació sobre nens en edat preescolar s'ha centrat en les conductes agressives i de cooperació de pares, l'ajust de comportament a l'escola, la imaginació i el joc. També estudia àrees com la delinqüència i el desenvolupament cognitiu i se centra en els bessons per entendre millor les contribucions dels gens i el medi ambient als comportaments ja esmentats.
A més, ha escrit diversos articles tractant els temes que rodegen aquest àmbit i sobretot, destaca pel llibre Behavior genetic principals, el qual desenvolupa les perspectives de desenvolupament en la personalitat i psicopatologies.

## Mètodes i estudis experimentals
Per tal d'entendre, estudiar i concloure les influències genètiques en el comportament, hi ha diverses metodologies que es duen a terme en l'actualitat. Aquests són alguns conceptes clau en l'àmbit de la genètica conductual.
{\displaystyle H^{2}={\frac {\sigma _{G}^{2}}{\sigma _{G}^{2}+\sigma _{A}^{2}}}}
- Genètica additiva (A): fa referència als efectes lineals de la variància genètica, és a dir, la determinació d'un fenotip deguda a l'expressió d'un genotip. La genètica additiva per tant pot explicar per exemple les causes de similitud entre germans com a resultat de causes genètiques.
- Genètica no additiva (D): fa referència a la influència de dominància, és a dir, l'efecte d'un al·lel dependent de l'altre a la mateixa localització del genoma (locus).

- Genètica epistàtica (I): fa referència a l'efecte d'un al·lel en un altre però en múltiples locus, és a dir, la interacció entre locus diferents.

{\displaystyle H^{2}=\sigma _{A}^{2}+\sigma _{D}^{2}+\sigma _{I}^{2}}
En el camp de la Genètica de la conducta entenem la genètica com a Heretabilitat. Aquest concepte es tracta d'un estadístic descriptiu que es defineix com la proporció de variància fenotípica d'una població deguda a la variació genètica d'ella.
Hem parlat d'una Heretabilitat en sentit ampli, però també n'hi ha en sentit estricte, aquesta és la proporció de variància del genotip que es transmet dels pares als seus descendents i es pot utilitzar per predir canvis en la mitjana de la població (aquesta només té en compte factors genètics additius).
En el camp de l'ambientalitat, trobem altres conceptes que també són imprescindibles per entendre la literatura de les tècniques quantitatives d'estudi de la genètica del comportament.
- Ambient compartit (C): Fa referència a tots els factors ambientals comuns o compartits entre dos membres de la família i, per tant, que els fa semblar-se. L'ambient compartit per tant pot explicar les similituds entre germans no degudes a la genètica.
- Ambient no compartit (E): fa referència a tots els factors ambientals no comuns i no compartits entre dos membres de la família, i que per tant els fa diferenciar-se, incloent els errors de mesura, i el tracte diferenciat per part dels pares. L'ambient compartir pot explicar per tant les diferències entre dos bessons monozigòtics, els quals comparteixen el 100% dels gens, i l'ambient compartit.

Una vegada clarificats aquests conceptes, procedim a explicar les metodologies d'estudi.

### Estudis amb animals[6]
Pel que fa a aquest camp d'estudi, l'estudi dels animals ha estat eficaç per a saber com han estat les causes de que, per exemple, un animal salvatge pogués convertir-se en domèstic.
Dimitri Beliáyev al 1979, va crear un experiment on estudiava el comportament de les guineus que es criaven a granges de pell, aquestes guineus presentaven diferents reaccions entorn als humans, el resultat de l'estudi determinava que el 60% de les guineus presentava un nivell extremadament alt d'agressivitat, el 30% presentava un nivell intermedi entre agressivitat i temor i el 10% mostrava simplement temor. Durant 20 anys es van dedicar a reproduir aquelles guineus més manses per tal que els seus descendents, basant-se en els estudis previs, mostressin un comportament més calmat i poguessin ser una raça de guineu domesticable.
Les diferències entre les guineus agressives i les guineus domesticables es trobava en els seus nivells en sang d'hormones reproductores, les guineus més dòcils tenien nivells més baixos i tenien un període reproductor diferent, aquestes tenien cries aproximadament cada 2 anys.

### Estudis de famílies[7]
En moltes ocasions els investigadors socials emfatitzen els factors ambientals com influents en el desenvolupament de la conducta, però en realitat, és la genètica additiva la que proporciona una major variància (McGue, 2005). Per aquest motiu els genetistes consideren molt importants les investigacions quantitatives, és a dir, sobre les influències genètiques, per ajuda a trobar implicacions genètiques als investigadors socials, i cobrir tant les correlacions com les interaccions GxA.
Per dur a terme aquestes investigacions quantitatives, la metodologia més comuna és la del Model biomètric de descomposició de la variància.
Aquest model compta amb diferents estratègies de mostreig: 
- Disseny de bessons: cal destacar que aquest tipus de dissenys han sigut molt rellevants per aquest tipus d'investigacions. En aquests dissenys es comparen els bessons monozigòtics (MZ), els quals comparteixen el 100% dels gens, i els bessons dizigòtics (DZ), que comparteixen el 50% dels gens. Així doncs, les diferències entre bessons monozigòtics només venen donades per l'ambient mentre que els bessons dizigòtics tenen diferències tant ambientals com genètiques.
- Disseny d'adopcions: en aquests tipus de dissenys es comparen els fills amb relació biològica amb els seus pares, i els fills sense relació biològica amb els seus pares, és a dir, nens adoptats. També es duen a terme estudis d'adopcions complets en que intervenen tant els pares adoptius com els pares biològics.
- Altres estudis de correlació: es realitzen a partir de l'estudi comparatiu de germanastres, ja que aquests tenen un ambient compartit del 100% però no comparteixen genotip.

El model biomètric considera com a components de variància la genètica additiva (A), l'ambient compartit (C) i l'ambient no compartit (E). Entén com a variables latents aquelles que són ocultes i difícils de mesurar, les contribucions genètiques i ambientals en el fenotip.
Suposicions del Model Biomètric que ens poden portar a errors en la seva interpretació: 
- Assumpció d'igualtat en l'entorn. Assumeix que els bessons comparteixen el 100% d'ambient compartit, però, a vegades, el tracte per part dels pares és més igual en els MZ que en els DZ durant la infància. Per altra banda, els bessons MZ passen més temps junts que els DZ. Tenint en compte famílies adoptives, es creu que aquestes tenen un nivell socioeconòmic més alt, més estabilitat marital i més salut mental. Per tant, la igualtat de l'entorn que el model biomètric assumeix, no sempre és una igualtat exacta.
- Només explica efectes Genètics Additius (A). La majoria de trets psicològics s'associen a la genètica additiva, ja que per a un fenotip intervenen molts gens influents, però també hi ha alguns trets d'efectes no additius, o epistàtics.

- Els bessons DZ comparteixen exactament el 50% dels gens. Però en realitat aquest valor oscil·la entre el 40 i el 60%, i aquesta petita variació pot afectar la precisió dels resultats.

Per tant, degut a les suposicions del model biomètric, a l'hora de fer una interpretació hem de tenir en compte aquests aspectes:
- La realització de replicacions, amb dissenys diferents com per exemple bessons i adopcions.
- La clarificació de la interacció GxA.
- Examinació dels entorns d'igualtat.
- La presència de trets d'efectes no additius i/o epistàtics.

Hi ha trets de personalitat que es troben alterats per efectes de l'ambient compartit, per exemple:
- La personalitat, l'esquizofrènia i la polaritat tenen un percentatge molt baix de fins a un 5%. Gairebé insignificant.
- El QI, trastorns de conducta (ansietat, depressió, oposició, desafiants...) i el consum de substàncies tenen un percentatge d'entre 20-60%. En aquest cas la seva importància és major.

Per a una prevenció de possibles problemes futurs, és necessari conèixer els factors específics de l'ambient compartit que influeixen en els fenotips. Pel que fa la conducta delictiva, aquesta té un efecte de l'ambient compartit del 19% i s'ha conclòs que la correlació amb la conducta delictiva és molt major en una relació entre germans que no pas en una relació pare-fill, ja que en molts casos els pares responen als seus fills segons la seva personalitat, però aquesta està influïda genèticament per l'herència, és a dir, la pròpia expressió del genotip es la que provoca les situacions o reaccions que afavoreixen l'aparició de factors ambientals propicis al desenvolupament del gens.
Quan parlem d'interacció entre el gen i el medi ambient, es fa referència a la influència del medi ambient sobre l'expressió dels gens, és a dir, la sensibilitat d'aquests al medi ambient.
La intensitat de correlació entre dues variables varia quan s'afegeix una altra variable, la qual s'anomena variable moderadora. Aquests són:
- Edat: L'edat modera la sensibilitat del gen a l'ambient, ja que la influència de la genètica additiva augmenta amb el temps, mentre que la influència de l'ambient disminueix. Per exemple, la depressió té un efecte ambiental del 76% als 8-10 anys i un efecte del 47% als 11-17 anys. Per altra banda, la capacitat cognitiva, té un efecte genètic del 41% a la infantesa i del 66% a la joventut/adultesa.
- Residència Urbana/Rural: Els fenotips de consum de substàncies i comportament antisocial tenen una influència genètica major en els ambients urbans, i una influència ambiental major en els ambients rurals.
- Estatus socioeconòmic (SES): Els nois adolescents de famílies de SES alt, tenen una influència genètica major a l'hora de expressar comportament antisocial, mentre que els que pertanyen a famílies d'un SES baix tenen una influència ambiental major.

Un cop vistes totes aquestes investigacions, es pot concloure:
1. La relació entre germans en l'ambient compartit és molt influent per als fenotips com la conducta problemàtica i el consum de substàncies.
2. L'edat, la residència urbana/rural, i el SES són moderadors influents.
3. La influència de la genètica additiva augmenta amb el temps mentre que la influència de l'ambient disminueix.

## Ambient comú o compartit
L'ambient compartit o comú per definició, és tota influència sobre un individu que recull tots els factors ambientals compartits amb els familiars i que fan que els parents siguin semblants.
Aquí veiem una taula de comparació entre els tipus d'ambient que podem trobar, l'ambient compartit i el no compartit.

### Ambient Compartit vs Ambient no Compartit
| Ambient compartit | Termologia emprada                                                                |
| --- | --------------------------------------------------------------------------------- |
| Tota influència sobre un individu que recull tots els factors ambientals compartits amb els familiars (i altres membres de convivència propera) que fan que els parents (o altres subjectes) siguin semblants.      | - Ambient compartit - Ambient comú                                                |
| Ambient no compartit |                                                                                   |
| Tota influència sobre un individu que recull tots els factors ambientals no compartits amb els familiars (i altres membres de convivència propera) i que fan que els parents (o altres subjectes) siguin diferents. | - Ambient no compartit - Ambient únic - Ambient idiosincràtic - Ambient específic |

L'ambient compartit té més influència en l'individu en els primers anys de vida i, per tant, poden veure’s semblances significatives entre dos individus en aquests primer anys de vida (entre dos germans, per exemple). Amb l'edat, en canvi, l'efecte d'aquest tipus d'ambient va disminuint (degut a l'efecte dels gens de cada un). Exemples de factors de l'ambient compartit són la dieta o el nivell sociocultural/econòmic dels pares. Així, una hipotètica situació d'ambient compartit seria que, per exemple, dos germans compartissin un nivell cultural, nivell socioeconòmic familiar, dieta, etc. Per tant, si aquests dos germans rebessin el mateix tipus d'educació podria tenir influència en la personalitat i el desenvolupament. En aquest cas aleshores es podria esperar que tots dos fossin molt més similars en certs aspectes de la seva vida que dos individus triats a l'atzar.
L'ambient no compartit és aquell tipus d'influència que els primers anys de vida és gaire bé negligible però que té una certa estabilitat d'influència al llarg de la vida de l'individu on a l'etapa adulta és el període on estem més exposats a rebre aquest tipus d'influència ambiental. Exemples de factors de l'ambient no compartit són les interaccions entre germans, accidents, malalties, o relacions extra-familiars. El cas hipotètic que podem inferir aquí és que dos germans encara que hagin tingut la mateixa educació (ambient compartit), tenen els seus propis amics, poden anar a col·legis diferents, classes diferents, etc. Un altre cas hipotètic seria l'ordre dels germans, ja que podria influir en alguns aspectes perquè no és el mateix ser el primer fill (rebrà més atenció per part dels pares), que el tercer o sisè (que tindran molta més interacció entre altres germans).
Per aclarir el concepte es pot veure com influeix l'ambient pel que fa a la intel·ligència.
En l'ambientalitat compartida l'índex de correlacion és al voltant del 0,30. En funció de l'edat, trobem que la correlació entre la intel·ligència i una edat primerenca en els infants ens situem en una correlació del 0,25 i en edat més adulta la correlació és de 0,05. En canvi en l'ambientalitat no compartida tant en edat primerenca com en edat adulta la correlació és de 0,30. D'altres característiques relacionades amb la intel·ligència trobem les aptituds específiques, el rendiment escolar o la creativitat on respecte l'ambient compartit observem correlacions de 0,25 entre les dues primeres i 0,35 amb la tercera. En el cas de l'ambient no compartit trobem que tenim correlacions de 0,25 en les dues últimes característiques (rendiment escolar i creativitat) i del 0,30 en les primeres (aptituds específiques). Seguidament parlarem de la comparació de les correlacions dels dos tipus d'ambient en funció de la personalitat. En el cas de la importància de l'ambient compartit en la personalitat observem que gairebé és residual, 0,05. Per contra, en el cas de l'ambient no compartit la correlació arriba al 0,35. Així que les diferències en els trets de personalitat són principalment degudes a la variància ambiental no compartida.

### Estudi de bessons
Els estudis de bessons són la principal font d'informació entre d'altres estudis que tenim de la influència dels dos tipus d'ambient. És un tipus d'estudi que es fa a partir del model ACE (Additive genètic variance, Common environament variance i Error-specific environament variance), on sempre es tracta amb dos tipus de bessons: un de monozigòtic (MZ) i un de dizigòtic (DZ) en el cas que siguin del mateix sexe on el context experimental és de 100% d'ambient compartit en la criança. A partir dels estudis de bessons podem extreure taules de correlacions entre els bessons MZ i DZ comparant-los amb possibles trets de personalitat, malalties, etc.
Per exemple:
- Personality similarity in twins reared apart and together

Es tracta d'un estudi realitzat sobre la relació de la criança de bessons en un ambient compartit o no compartit.
Reflecteix les diferències que podem trobar en funció de múltiples correlacions amb la personalitat.
En l'estudi va administrar-se el qüestionari multidimensional de la personalitat (MPQ en anglés) en 217 bessons monozigòtics criats junts (MZT) i 114 bessons dizigòtics criats junts també (DZT). D'altra banda trobem 44 bessons monozigòtics criats per separat (MZA) i 27 bessons dizigòtics criats per separat (DZA). Va ser utilitzat un model biomètric de quatre paràmetres (incorporant genètica, additiva enfront de no additiva, components d'ambient compartit i ambient no compartit) i cinc models reduïts que es van ajustar a través de tècniques de màxima probabilitat per obtenir dades amb l'11 MPQ d'escala primària i 3 escales d'ordre superior.
Encara que els altres models reduïts, incloent el model additiu simple, s'ajustaven a moltes de les escales, només el model complet proporciona un ajust satisfactori per a totes les escales. Les heretabilitats estimades pel model complet oscil·len entre 0,39 i 0,58. D'acord amb informes anteriors (però contràriament a les creences àmpliament sostingudes), la contribució total d'un component de la família-entorn comú és petita per a 2 de les 14 mesures de la personalitat. Tot i així també es van trobar evidències dels efectes genètics no additius significatius, possiblement per un cas de epístasi a la natura, aquest resultats es van obtenir per 3 de les 24 mesures de personalitat.
La conclusió de l'estudi va ser que les correlacions entre la interacció familiar i diferents trets de personalitat com l'extraversió, el control, la afiliació o la emotivitat social són molt més grans en el cas del bessons criats en un ambient familiar comú que en els bessons criats en un ambient no compartit, sempre que tenint en compte que aquestes correlacions sempre es fan en funció del 50% d'influència no genètica que hi ha. En contraposició es pot dir que hi ha molts trets de la personalitat que tenen correlacions baixes entre bessons i, per tant, parlaríem també d'una forta influència de l'ambient no compartit per parlar de la personalitat en bessons s'hagin criat junts o per separat.